# Intuición femenina
Intuición femenina (en inglés Femenine Intuition) es un cuento o relato corto de ciencia ficción escrito por Isaac Asimov, y publicado por primera vez en el mes de octubre de 1969, en la edición de dicho mes de la revista The Magazine of Fantasy & Science Fiction. El cuento fue luego reimpreso en las colecciones de El hombre bicentenario y otros cuentos (1976), El robot completo (1982) y Cuentos completos II (1992). Según lo dicho por el propio autor en la introducción de la colección Cuentos Completos II, esta historia surgió a partir del pedido de la directora de una revista de que escribiera un cuento sobre un robot femenino, ya que hasta aquel momento todos los robots de Asimov habían sido masculinos. Esto hace de esta historia la primera de Asimov en incorporar un robot femenino. El autor, líneas abajo, agrega lo siguiente:

«... Lo que mejor recuerdo de ese cuento es que no entendí que la mujer lo quería para ella. Creí que me estaba dando un consejo desinteresado. En consecuencia, cuando terminé el cuento y otro director me pidió uno con toda urgencia, me dije: «Pues ya lo tengo». Y cuando la directora se enteró recibí una lluvia de insultos».
Isaac Asimov

## Argumento
La robopsicóloga Susan Calvin acaba de retirarse del cargo que ocupó en la compañía U. S. Robots durante casi toda su vida. Sin embargo, antes de retirarse, escoge a su reemplazo, el en todo sentido opuesto a ella Clinton Madarian, su primer sucesor en el cargo.
El risueño, sensible y entusiasta joven Madarian, inicia entonces un proyecto para construir el primer robot mujer de la historia, quien no solo tendrá características físicas de una chica humana, sino que también, mediante la liberación de todos sus circuitos (excepto los concernientes a las tres leyes de la robótica) tendrá una especie de "intuición femenina". La robot será construida con el fin de ubicar y calcular matemáticamente la estrella más probable en todo el Sistema de tener un planeta habitable, una tarea que aún no ha sido alcanzada por la humanidad. Esto permitirá el uso efectivo del salto hiperespacial para explorar estas estrellas y llegar a este planeta habitable que, buscado solo por un robot, ahorraría mucho más dinero que todos los intentos de localizarlo hasta el momento.
Después de hablarlo y convencer al consejo de la compañía de que un robot con intuición (no guiado por prejuicios antepuestos y manejando correlaciones rápidamente) sería útil, comenzó la construcción de la robot de la serie JN1, llamada "Jane". Las tres primeras Janes no dieron los resultados esperados y causaron pérdidas monetarias elevadas, y la cuarta logró el objetivo pero necesitaba mejorar. Mas la robot Jane 5 fue finalmente la respuesta, la robot perfecta que Madarian había estado buscando por más de cuatro años.
Intuitiva como era, Madarian consideró que Jane necesitaba información diferente de la de otros robots, así que decidió viajar con ella hasta el observatorio de Flagstaff, el Centro mundial de planetología y estudio de las estrellas que se encontraba en Arizona, para que ella recogiera datos por sí misma. Se trasladaron con Jane dentro de una caja, sin desactivarla, ya que Madarian estaba en contra de desactivar a una robot intuitiva, debido a las posibles pérdidas en términos de correlaciones que ello pudiese ocasionar.
Pese a la apariencia de Jane (similar en todos los aspectos a la de una chica humana), los científicos se asustaron al verla llegar a Flagstaff, y Madarian creyó que el traslado había sido en vano, pues, no actuando ellos con naturalidad, la intuición de Jane no funcionaría como debía. Pero después de que ella les saludó y ellos oyeron su "hermosa voz de contralto", empezaron a comportarse como si estuvieran en presencia no de un robot, si no de una chica. A partir de ahí, no la dejaron ni un momento, y Madarian la dejó ser libre, para que estudiara y correlacionara con ellos y con los datos astronómicos todo lo que ella quisiera.
Con el pasar del tiempo, según los informes que presentaba Madarian, al principio parecía que Jane no iba a lograrlo. Pero de repente, súbitamente, Peter Bogert recibió la noticia mediante una llamada de Madarian desde el avión en el que él y Jane estaban volviendo a la U. S. Robots. Madarian, exaltado, le dijo que Jane lo había logrado por fin: había dado frente a Madarian y un testigo los nombres de tres estrellas con tres planetas habitables. Pero antes de que Madarian terminara de hablar, un meteorito golpeó el avión, destruyendo y matando a Madarian y a Jane y dejando sin esperanza ninguna a la compañía, causando la pérdida del mayor logro de la humanidad hasta entonces.
Desesperados por saber qué fue lo que la robot había descubierto, y descorazonados por haber perdido miles de oportunidades para el avance de la ciencia, la compañía decidió llamar de nuevo a la incondicional doctora Susan Calvin. Después de escuchar a Peter Bogert e indignarse por lo de la robot femenina, Susan le pidió un par de horas para pensar a solas en su despacho, con toda la información recolectada hasta el momento: las llamadas de Madarian, los informes, el programa de Jane, las entrevistas a todos los hombres que habían visto a Jane en Flagstaff, etc.
45 minutos después, Susan llamó a Peter y a Scot Robertson, sus camaradas de siempre, a los que seguía tratando con la frialdad de siempre, y les dijo lo que había descubierto usando su propia versión de la llamada "intuición femenina", resolviendo el problema de la única manera que podía y sabía hacerlo: con una mezcla de información cuidadosamente reunida y un astuto razonamiento psicológico robótico y humano:
Resulta que Madarian, en su última llamada, había dicho que el testigo había saltado medio metro cuando escuchó la respuesta en la hermosa voz de Jane. Su demora en dar la respuesta fue porque Jane no la había dado frente a un científico en el observatorio como todos inicialmente pensaron, si no en otro lugar: la dio mientras estaba en el interior de la caja, mientras estaba activada y ella y Madarian eran conducidos al aeropuerto en un camión, y el testigo de sus palabras fue el camionero, quien se sobresaltó al oír su voz salir de la caja. Madarian le había dado una propina para que guardase silencio hasta que él hubiera dado la noticia a la compañía. Además, si el camionero contaba la noticia a alguien más, eso implicaría que el público descubriera que se había transportado un robot activado sobre la Tierra, y esto era ilegal ante los ojos de la ley y de las personas, gracias al hasta entonces reinante "Complejo de Frankenstein". Sería solo cuestión de preguntarle al camionero lo que oyó, pues de todas maneras tenía que recordar algo, y si no se acordaba o daba datos inexactos, igual tendrían un número de estrellas al cual atenerse, y sacarían la respuesta rápidamente.
El libro termina, irónicamente, con Peter Bogert preguntándole a Susan como así ella estaba tan segura de lo que estaba diciendo:

«Por fin, Bogert, sin atreverse a creerlo, susurró:

—Pero, ¿cómo puedes estar tan segura?

Por un momento, Susan estuvo a punto de decir: «Por que he llamado a Flagstaff, bobo, y porque he hablado con el camionero, y porque él me ha dicho lo que oyó, y porque he consultado el computador de Flagstaff y he obtenido los nombres de las tres únicas estrellas que concuerdan con la información, y porque tengo esos nombres en el bolsillo».

Pero no lo dijo. Dejaría que hiciera él todas las averiguaciones por su cuenta. Susan se levantó con gran cuidado.

—¿Que cómo puedo estar tan segura? —dijo sardónica—. Digamos que es cosa de intuición femenina».